# Kami (Kōchi)
Kami (香美市 Kami-shi?) es una ciudad localizada en la prefectura de Kōchi, Japón. En junio de 2019 tenía una población estimada de 26.664 habitantes y una densidad de población de 49,6 personas por km². Su área total es de 537,86 km².

## Geografía

### Localidades circundantes
- Prefectura de Kōchi
  - Aki
  - Kōnan
  - Motoyama
  - Nankoku
  - Ōtoyo
- Prefectura de Tokushima
  - Miyoshi
  - Naka

## Demografía
Según los datos del censo japonés, esta es la población de Kami en los últimos años.
| 1995   | 2000   | 2005   | 2010   | 2015   |
| ------ | ------ | ------ | ------ | ------ |
| 31.023 | 31.175 | 30.257 | 28.766 | 27.513 |

## Relaciones internacionales

### Ciudades hermanadas
- Largo, Estados Unidos – desde el 11 de julio de 1969